# ميخائيل بيترسون (لاعب كرة قدم أمريكية)
ميخائيل بيترسون (بالإنجليزية: Michael Peterson)‏ هو لاعب كرة قدم أمريكية أمريكي، ولد في 29 نوفمبر 1982 في أتلانتيك في الولايات المتحدة.

## وصلات خارجية
- ميخائيل بيترسون على موقع JustSportsStats.com (الإنجليزية)